# Division 3 Féminine
Die Division 3 Féminine, kurz D3F, ist die dritthöchste Fußballliga im französischen Spielbetrieb für Frauen-Vereinsmannschaften. Sie setzt sich aus zwei unter regionalen Gesichtspunkten zusammengestellten Gruppen mit je zwölf Frauschaften zusammen. Organisatorisch und sportrechtlich untersteht sie dem Landesverband FFF.
Eine gleichnamige Liga hatte es bereits von 2002 bis 2010 gegeben. 2023/24 wurde die D3F im Zuge einer Ligareform im Spitzenfußball wieder eingeführt. Dahinter steckt die Absicht, durch eine Reduzierung der Teilnehmerzahl – gleichzeitig wurde auch die zweithöchste Frauenliga von 24 auf zwölf Teams reduziert – das Leistungsgefälle zwischen den obersten Ligen abzubauen, das sehr häufig dazu geführt hatte, dass Aufsteiger nach nur einer Saison in die tiefere Spielklasse zurückkehren mussten.

## Austragungsmodus und Regularien
Innerhalb der jeweiligen Gruppe gilt die Rundenturnierform, das heißt, jeder Teilnehmer spielt je einmal zuhause und auswärts gegen jeden anderen. Es gilt die Drei-Punkte-Regel. Eine französische Besonderheit besteht darin, dass bei Punktgleichheit zwischen zwei oder mehr Teams als erstes Platzierungskriterium die Ergebnisse aus den direkten Aufeinandertreffen herangezogen werden und erst danach die Tordifferenz beziehungsweise die Anzahl der erzielten Treffer in sämtlichen Partien.
Am Ende jeder Saison steigen die beiden Gruppensieger in die zweite Liga auf, die Gruppen-Zehnten, -Elften und -Zwölften in die Division d’Honneur (seit 2018 Régional 1 genannt) ab. Derjenige Gruppensieger, der in den direkten Duellen gegen die auf Rang zwei bis sechs platzierten Gegnerinnen die höhere Punktzahl beziehungsweise die bessere Tordifferenz erreicht hat, ist Drittligameister.
Die dritte Division ist zugleich die höchste Spielklasse, in der Reserveteams von Erstligisten antreten dürfen, wenn sie sich sportlich dafür qualifiziert haben.

## Die ehemalige D3F in den 2000er Jahren
Der von 2002/03 bis 2009/10 existierenden dritten Liga gehörten 40 Teams an, die auf vier Zehnerstaffeln verteilt waren. Acht verschiedene Vereine haben seinerzeit jeweils einen D3F-Meistertitel errungen (in chronologischer Reihenfolge): COM Bagneux, Celtic Marseille, CPBB Rennes, CS Blanc-Mesnil, AS Montigny-le-Bretonneux, Limoges Landouge Foot, ES Arpajon und die Reserve von Olympique Lyon.

## Die aktuelle D3F-Saison
| SM Caen |

| RC Roubaix |

| ES Molsheim Ernolsheim |

| SF Orvault |

| FC Bourges |

| AAS Sarcelles |

| ESOF La Roche |

| RC Saint-Denis |

| US Orléans |

| US Quevilly Rouen |

| CPBB Rennes |

| VGA Saint-Maur |

Am Ende der Saison 2024/25 stiegen die beiden Gruppensieger AJ Stade Auxerre und Grenoble Foot in die Seconde Ligue auf. Absteiger sind Stade Brest und Croix Blanche OSL Angers aus der Gruppe A sowie Chassieu Décines FC, US Colomiers und FF Nîmes MG (Gruppe B). ALC Longvic profitiert davon, dass Brest mit einem Punktabzug sanktioniert wurde, und verbleibt in der D3F.
In der Saison 2025/26 kommen folgende Teams hinzu: Einziger Absteiger aus der zweiten Liga ist die US Orléans, aus der vierten Liga haben sich ES Molsheim Ernolsheim, AS Châtenoy, Orvault SF, Girondins Bordeaux, VGA Saint-Maur und der FC Lorient in der Relegation durchgesetzt. Lorient wurde aufgrund einer unkorrekten Lizenz einer Spielerin allerdings nachträglich disqualifiziert; für die Bretoninnen rückt der FC Rousset Sainte-Victoire nach, sofern Lorients Einspruch von den höheren Sportgerichtsinstanzen zurückgewiesen wird. Falls der FC Lorient Recht bekommt, spielte er in Gruppe A; dafür müsste Saint-Maur in die Gruppe B wechseln.
Erster Spieltag der neuen Saison soll der 7. September 2025 werden, der letzte Spieltag ist für den 31. Mai 2026 vorgesehen. Die Begegnungen werden grundsätzlich sonntags ausgetragen.

## Übersicht der Spielzeiten
| Saison  | Gruppensieger/Aufsteiger (a)    | Anmerkungen | Torschützenkönigin              |
| ------- | ------------------------------- | ----------- | ------------------------------- |
| 2023/24 | US Saint-Malo, FC Toulouse      |             | Selen Altunkulak (Toulouse), 24 |
| 2024/25 | Grenoble Foot, AJ Stade Auxerre |             | Nguenar Ndiaye (Bourges), 17    |